# 克羅斯基斯
克羅斯基斯（英語：Cross Keys）是位於美國特拉華州蘇塞克斯縣的一個非建制地區。該地的面積和人口皆未知。

## 地理
克羅斯基斯的座標為38°33′57″N 75°22′05″W / 38.56583°N 75.36806°W，而該地的平均海拔高度為14米（即46英尺）。